# Mahavira

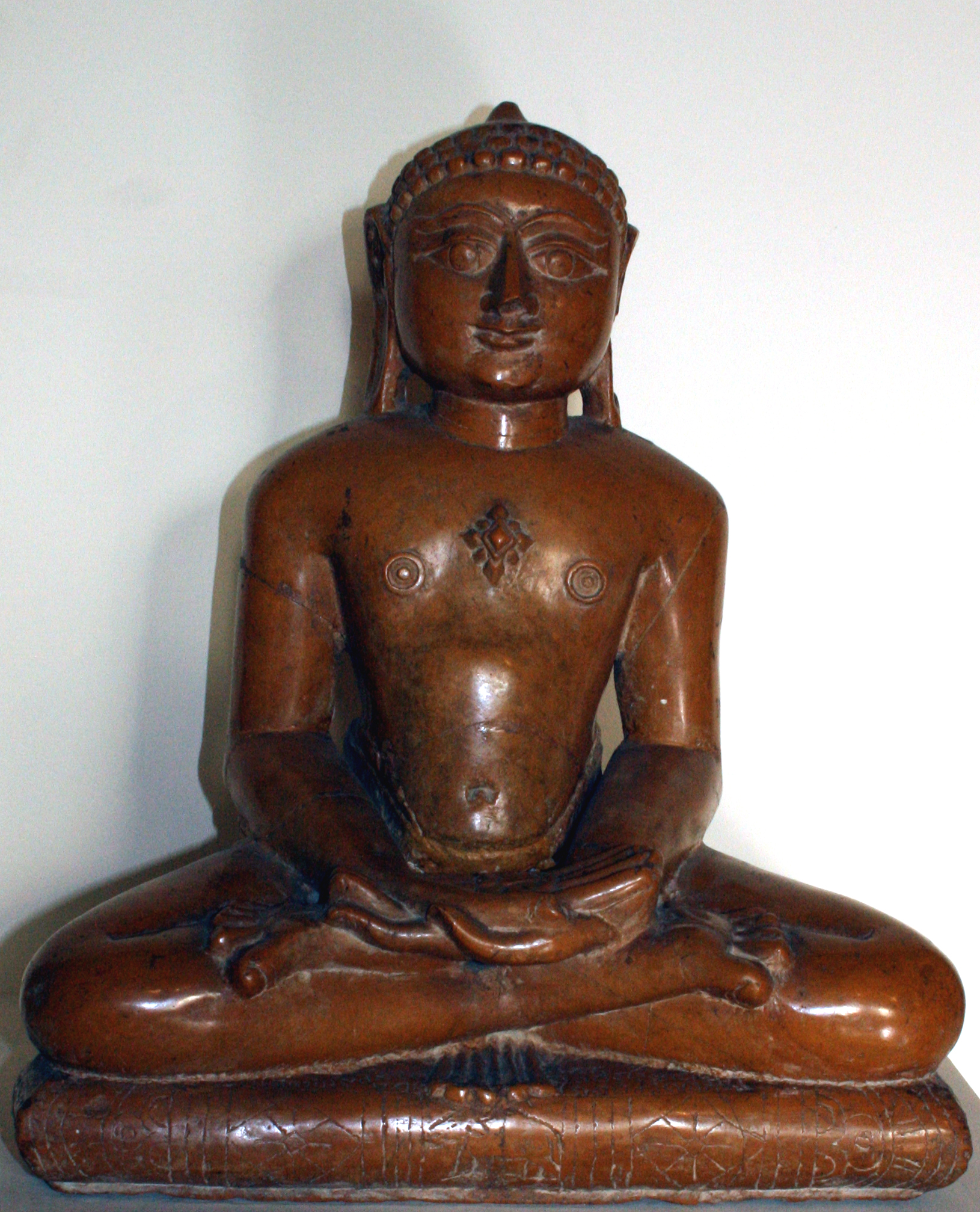
Beeld van Mahavira.

Mahavira (Devanagari: महावीर, Mahāvīra), ook bekend als Vardhamana (Devanagari: वर्धमान, Vardhamāna), was de grondlegger van het jaïnisme, en de 24e en laatste grote religieuze leraar ("tirthankara") van de huidige era. Hij was de spirituele opvolger van de 23e Tirthankara Parshvanatha. Mahavira leefde in het noorden van India, volgens de traditie tussen 599 en 527 v.Chr.. Historici nemen aan dat hij in de 6e eeuw v.Chr. leefde, iets eerder dan Gautama Boeddha, de stichter van het boeddhisme. 
Mahavira onderwees karma en het einde van karma. Zijn volgelingen dienden goed karma te maken, zijn monniken dienden een einde aan karma te maken door lichamelijk zeer moeilijke en zware ascese.